# Чимитеро (Потенца)
Чимитеро (итал. Cimitero) је насеље у Италији у округу Потенца, региону Базиликата.
Према процени из 2011. у насељу је живело 72 становника. Насеље се налази на надморској висини од 651 м.